# 에스테반 그라네로
에스테반 펠릭스 그라네로 몰리나(스페인어: Esteban Félix Granero Molina ez'teβan gɾa'neɾo mo'lina[*], 1987년 7월 2일, 마드리드 지방 마드리드 ~)는 스페인의 은퇴한 프로 축구 선수로, 해적 (El Pirata)이라는 별칭으로 알려져 있으며, 그는 중앙이나 공격형 미드필더로 기용될 수 있으며, 출중한 패스, 기술, 그리고 슛을 지니고 있다.
그는 레알 마드리드의 유소년 아카데미를 졸업했지만, 헤타페에서 라 리가 첫 경기를 치렀고, 친정에 복귀해 2번의 주요 대회 우승을 거두었지만, 3시즌에 걸쳐 그리 많이 기용되지 못했다.
그라네로는 스페인의 U-21 국가대표로 2009년 UEFA U-21 축구 선수권 대회에 참가했었다.

## 클럽 경력

### 레알 마드리드
그라네로는 마드리드 출신으로, 8세 때 레알 마드리드에 입단해 빠르게 자신의 재능을 보여주기 시작했다. U-10 부서에서 그는 한 시즌에 83골을 뽑아냈고, 1999년에는 U-12부 2군 주장으로 역임할 당시, 바르셀로나의 성 조르디 궁에서 열린 국제 7인 대회인 토너먼트에서 바르셀로나를 상대로 연장전에 1-0 결승골을 기록했다. 그는 같은 대회에서 최우수 선수로 선정되기도 했다.
그라네로는 동료인 후안 마타, 알베르토 부에노와 함께 스페인 왕립 축구 협회가 조직한 공식 U-19 대회인 2006년 코파 데 캄페오네스 후베닐 데 푸트볼에서 우승하였다. 그는 이후 17세의 나이로 3군에 합류하여, 재능과 패스 능력으로 2005-06 시즌에 4부 리그 7조의 "최우수 선수"로서 ESM지의 창립 일원인 돈 발론지로부터 1위 돈 발론을 받았다. 같은 시즌에 그는 알바세테 발롬피에와의 레알 마드리드 카스티야 경기에 처음 출전해 골을 도왔다.

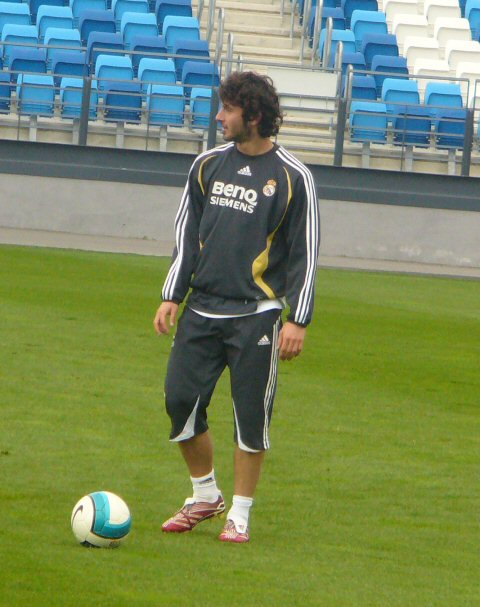
2007년의 그라네로

### 헤타페
그라네로는 2006-07 시즌에 세군다 디비시온으로 확실하게 올라섰고, 미첼 감독의 신임을 서서히 얻어 부동의 주전 선수가 되었다. 그러나, 1군에 올라서는데 실패하면서 동료 채석장 선수인 루벤 데 라 레드, 하비 가르시아, 그리고 아드리안 곤살레스와 함께 1군 승격에 실패하면서, 이적 시장 말일인 8월 31일에 같은 마드리드 연고의 헤타페로 1년 임대되었다. 데 라 레드도 헤타페에 합류했지만, 다른 조건으로 합류했다.
시즌 후, 데 라 레드와 그는 모두 선수단의 주축 선수로 활약해 UEFA컵 8강행에 일조했고, 그라네로는 레알 마드리드에 복귀했다. 그러나, 2008년 7월 13일, 그는 헤타페로 완전히 이적했는데, 이 과정에서 마드리드는 선수에 인수 조항을 붙였다.

### 레알 마드리드 복귀
2009년 7월 21일, 레알 마드리드는 인수 조항을 통해 €4M에 그를 재영입했고, 그라네로는 시즌 전 기간 동안 3골을 기록했다. 그는 2009년 9월 12일, 에스파뇰과의 라 리가 원정 경기에서 처음으로 선발 출전했다. 머랭 (Merengues) 이 빈 손으로 끝낸 그의 첫 시즌에 그는 후보로 주로 대기하다 간혹 선발로 출전했고, 불규칙적인 활약을 펼쳤다.
2010-11 시즌, 레알 마드리드가 그와 비슷한 위치에 배치되는 사미 케디라와 메수트 외질이 영입되면서, 그라네로는 후보로밖에 출전하지 못했다. 2011년 1월 16일, 그는 교체로 들어가 최하위의 알메리아를 상대로 득점을 올려 원정 1-1 무승부를 일조했다.
그라네로의 상황은 2011-12 시즌에 주제 모리뉴 감독이 같은 국적의 파비우 코엔트랑을 영입하면서 상황이 악화되었는데, 본래 좌측 수비수였던 코엔트랑은 그를 대신해 중앙 미드필더로 기용되었다.

### 퀸스 파크 레인저스
2012년 8월 30일, 그라네로는 잉글랜드의 퀸스 파크 레인저스로 £9M에 4년 계약을 맺고 입단했고, 등번호 14번을 받았다. 그는 이틀 후, 전 시즌 정상에 오른 맨체스터 시티와의 원정 경기에서 첫 프리미어리그 경기를 선발로 치렀지만, 1-3으로 패했다.
2012년 10월 6일, 그라네로는 웨스트 브로미치 앨비언과의 경기에서 첫 골을 기록했지만, 2-3으로 패했다.

### 레알 소시에다드
2013년 8월 15일, 소속 구단의 강등으로, 그라네로는 한 시즌 동안 레알 소시에다드로 임대되었다. 9월 17일, 0-2로 패한 샤흐타르 도네츠크와의 그 시즌 UEFA 챔피언스리그 안방 경기에 출전했지만, 오른쪽 무릎의 전방 십자 인대 부상으로 6달 동안 출전하지 못했다.
임대 기간이 끝난 후인 2014년 7월 28일, 그라네로는 레알 소시에다드와 비공개 이적료에 장기간 계약을 맺었다. 8월 24일, 그는 정식 이적 후 첫 경기를 치렀는데, 에이바르 원정에서 0-1로 졌다.

### RCD 에스파뇰
2017년 7월 7일, RCD 에스파뇰과 3년 계약을 체결하며 이적을 했다.

## 국가대표팀 경력
스페인을 대표로 2006년 UEFA U-19 축구 선수권 대회에 참가한 후, 그라네로는 2007년 2월 6일에 2-2로 비긴 잉글랜드와의 친선경기에서 U-21 국가대표팀 경기를 치렀다.
그는 2009년 UEFA U-21 축구 선수권 대회에 조국을 대표로 출전했지만, 조별 리그에서 떨어졌다.

## 기록

### 클럽
2015년 5월 23일 기준
| 클럽               | 시즌      | 리그 | 리그 | 리그 | 컵   | 컵 | 컵   | 유럽 | 유럽 | 유럽 | 합계 | 합계 | 합계 |
| 클럽               | 시즌      | 출장 | 골   | 도움 | 출장 | 골 | 도움 | 출장 | 골   | 도움 | 출장 | 골   | 도움 |
| ------------------ | --------- | ---- | ---- | ---- | ---- | -- | ---- | ---- | ---- | ---- | ---- | ---- | ---- |
| 헤타페             | 2007–08   | 27   | 3    | 2    | 6    | 2  | 1    | 9    | 3    | 1    | 42   | 8    | 4    |
| 헤타페             | 2008–09   | 35   | 5    | 4    | 2    | 0  | 0    | 0    | 0    | 0    | 37   | 5    | 4    |
| 헤타페             | 합계      | 62   | 8    | 6    | 8    | 2  | 1    | 9    | 3    | 1    | 79   | 13   | 8    |
| 레알 마드리드      | 2009–10   | 31   | 3    | 5    | 1    | 0  | 0    | 4    | 0    | 0    | 36   | 3    | 5    |
| 레알 마드리드      | 2010–11   | 19   | 1    | 2    | 9    | 1  | 0    | 4    | 0    | 0    | 32   | 2    | 2    |
| 레알 마드리드      | 2011–12   | 17   | 0    | 1    | 4    | 0  | 0    | 7    | 0    | 0    | 28   | 0    | 1    |
| 레알 마드리드      | 합계      | 67   | 4    | 8    | 14   | 1  | 0    | 15   | 0    | 0    | 96   | 5    | 8    |
| 퀸스 파크 레인저스 | 2012–13   | 24   | 1    | 1    | 3    | 0  | 0    | 0    | 0    | 0    | 27   | 1    | 1    |
| 퀸스 파크 레인저스 | 2013–14   | 1    | 0    | 0    | 0    | 0  | 0    | 0    | 0    | 0    | 1    | 0    | 0    |
| 퀸스 파크 레인저스 | 합계      | 25   | 1    | 1    | 3    | 0  | 0    | 0    | 0    | 0    | 28   | 1    | 1    |
| 레알 소시에다드    | 2013–14   | 4    | 0    | 1    | 0    | 0  | 0    | 2    | 0    | 0    | 6    | 0    | 1    |
| 레알 소시에다드    | 2014–15   | 33   | 0    | -    | 2    | 1  | -    | 4    | 0    | -    | 39   | 1    | -    |
| 레알 소시에다드    | 합계      | 37   | 0    | 1    | 2    | 1  | 0    | 6    | 0    | 0    | 43   | 1    | 1    |
| 경력 합계          | 경력 합계 | 184  | 13   | 16   | 27   | 4  | 1    | 30   | 3    | 1    | 241  | 20   | 18   |

## 수상

### 클럽
헤타페
- 코파 델 레이 준우승: 2007–08

레알 마드리드
- 라 리가: 2011–12
- 코파 델 레이: 2010–11
- 수페르코파 데 에스파냐: 2012

### 국가대표팀
스페인 U-19
- UEFA U-19 축구 선수권 대회: 2006